# Маскефа
Маске́фа (кат. Masquefa) - муніципалітет, розташований в Автономній області Каталонія, в Іспанії. Код муніципалітету за номенклатурою Інституту статистики Каталонії - 81192. Знаходиться у районі (кумарці) Анойя (коди району - 06 та AI) провінції Барселона, згідно з новою адміністративною реформою перебуватиме у складі Центральної баґарії (округи). 

## Населення
Населення міста (у 2007 р.) становить 7.747 осіб (з них менше 14 років - 19,4%, від 15 до 64 - 69,5%, понад 65 років - 11%). У 2006 р. народжуваність склала 119 осіб, смертність - 41 особа, зареєстровано 42 шлюби. У 2001 р. активне населення становило 2.783 особи, з них безробітних - 287 осіб.

Серед осіб, які проживали на території міста у 2001 р., 3.876 народилися в Каталонії (з них 872 особи у тому самому районі, або кумарці), 1.389 осіб приїхало з інших областей Іспанії, а 235 осіб приїхало з-за кордону. 

Університетську освіту має 6,5% усього населення. 

У 2001 р. нараховувалося 1.982 домогосподарства (з них 16,6% складалися з однієї особи, 31,2% з двох осіб,23,2% з 3 осіб, 20,7% з 4 осіб, 5,9% з 5 осіб, 1,5% з 6 осіб, 0,5% з 7 осіб, 0,2% з 8 осіб і 0,3% з 9 і більше осіб).

Активне населення міста у 2001 р. працювало у таких сферах діяльності : у сільському господарстві - 1,6%, у промисловості - 38,1%, на будівництві - 12,1% і у сфері обслуговування - 48,2%. 

 У муніципалітеті або у власному районі (кумарці) працює 1.392 особи, поза районом - 1.607 осіб.

### Безробіття
У 2007 р. нараховувалося 325 безробітних (у 2006 р. - 313 безробітних), з них чоловіки становили 37,8%, а жінки - 62,2%.

## Економіка

### Підприємства міста

#### Промислові підприємства
| \| Промислові підприємства міста, за сферою діяльності \| Промислові підприємства міста, за сферою діяльності \| Промислові підприємства міста, за сферою діяльності \| \| Рік \| 2002 р. \| 2001 р. \| \| --------------------------------------------------- \| --------------------------------------------------- \| --------------------------------------------------- \| \| Енергетичні та водні ресурси \| 0% \| 0% \| \| Хімія та метали \| 7,9% \| 7,4% \| \| Переробка металів \| 50,8% \| 52,9% \| \| Продукти харчування \| 12,7% \| 11,8% \| \| Текстиль \| 6,3% \| 7,4% \| \| Виробництво меблів, видання \| 14,3% \| 14,7% \| \| Інше \| 7,9% \| 5,9% \| \| Усього підприємств \| 63 \| 68 \| |         |         |
| Промислові підприємства міста, за сферою діяльності |         |         |
| Рік | 2002 р. | 2001 р. |
| Енергетичні та водні ресурси | 0%      | 0%      |
| Хімія та метали | 7,9%    | 7,4%    |
| Переробка металів | 50,8%   | 52,9%   |
| Продукти харчування | 12,7%   | 11,8%   |
| Текстиль | 6,3%    | 7,4%    |
| Виробництво меблів, видання | 14,3%   | 14,7%   |
| Інше | 7,9%    | 5,9%    |
| Усього підприємств | 63      | 68      |

#### Роздрібна торгівля
| \| Підприємства роздрібної торгівлі міста, за сферою діяльності \| Підприємства роздрібної торгівлі міста, за сферою діяльності \| Підприємства роздрібної торгівлі міста, за сферою діяльності \| \| Рік \| 2002 р. \| 2001 р. \| \| ------------------------------------------------------------ \| ------------------------------------------------------------ \| ------------------------------------------------------------ \| \| Продукти харчування \| 35% \| 35,1% \| \| Одяг та взуття \| 20% \| 17,6% \| \| Товари для дому \| 17,5% \| 17,6% \| \| Книги та періодичні видання \| 1,2% \| 1,4% \| \| Промислова хімічна продукція \| 6,2% \| 6,8% \| \| Продукція, пов'язана з транспортними засобами \| 0% \| 0% \| \| Інше \| 20% \| 21,6% \| \| Усього підприємств \| 80 \| 74 \| |         |         |
| Підприємства роздрібної торгівлі міста, за сферою діяльності |         |         |
| Рік | 2002 р. | 2001 р. |
| Продукти харчування | 35%     | 35,1%   |
| Одяг та взуття | 20%     | 17,6%   |
| Товари для дому | 17,5%   | 17,6%   |
| Книги та періодичні видання | 1,2%    | 1,4%    |
| Промислова хімічна продукція | 6,2%    | 6,8%    |
| Продукція, пов'язана з транспортними засобами | 0%      | 0%      |
| Інше | 20%     | 21,6%   |
| Усього підприємств | 80      | 74      |

#### Сфера послуг
| \| Підприємства міста, що працюють у сфері послуг, за діяльністю \| Підприємства міста, що працюють у сфері послуг, за діяльністю \| Підприємства міста, що працюють у сфері послуг, за діяльністю \| \| Рік \| 2002 р. \| 2001 р. \| \| ------------------------------------------------------------- \| ------------------------------------------------------------- \| ------------------------------------------------------------- \| \| Гуртова торгівля \| 14,6% \| 14,5% \| \| Готелі та готельний бізнес \| 13% \| 14,5% \| \| Транспорт та зв'язок \| 28,1% \| 26,7% \| \| Посередницькі фінансові послуги \| 2,1% \| 1,7% \| \| Послуги підприємствам \| 2,1% \| 3,5% \| \| Послуги фізичним особам \| 24% \| 22,7% \| \| Нерухомість та ін. \| 16,1% \| 16,3% \| \| Усього підприємств \| 192 \| 172 \| |         |         |
| Підприємства міста, що працюють у сфері послуг, за діяльністю |         |         |
| Рік | 2002 р. | 2001 р. |
| Гуртова торгівля | 14,6%   | 14,5%   |
| Готелі та готельний бізнес | 13%     | 14,5%   |
| Транспорт та зв'язок | 28,1%   | 26,7%   |
| Посередницькі фінансові послуги | 2,1%    | 1,7%    |
| Послуги підприємствам | 2,1%    | 3,5%    |
| Послуги фізичним особам | 24%     | 22,7%   |
| Нерухомість та ін. | 16,1%   | 16,3%   |
| Усього підприємств | 192     | 172     |

## Житловий фонд
У 2001 р. 4,6% усіх родин (домогосподарств) мали житло метражем до 59 м2, 38% - від 60 до 89 м2, 36,5% - від 90 до 119 м2 і
20,8% - понад 120 м2.

З усіх будівель у 2001 р. 77,2% було одноповерховими, 14,9% - двоповерховими, 7
% - триповерховими, 0,8% - чотириповерховими, 0,1% - п'ятиповерховими, 0% - шестиповерховими,
0% - семиповерховими, 0% - з вісьмома та більше поверхами.

## Автопарк
| \| Автомобілі, зареєстровані у місті, за призначенням \| Автомобілі, зареєстровані у місті, за призначенням \| Автомобілі, зареєстровані у місті, за призначенням \| \| Рік \| 2006 р. \| 2005 р. \| \| -------------------------------------------------- \| -------------------------------------------------- \| -------------------------------------------------- \| \| Приватні автомобілі \| 70% \| 70,4% \| \| Мотоцикли \| 8,2% \| 7,4% \| \| Вантажівки \| 16,8% \| 17% \| \| Трактори \| 1,1% \| 1,2% \| \| Автобуси та ін. \| 4% \| 4% \| \| Усього автомобілів \| 5.007 шт. \| 4.753 шт. \| |           |           |
| Автомобілі, зареєстровані у місті, за призначенням |           |           |
| Рік | 2006 р.   | 2005 р.   |
| Приватні автомобілі | 70%       | 70,4%     |
| Мотоцикли | 8,2%      | 7,4%      |
| Вантажівки | 16,8%     | 17%       |
| Трактори | 1,1%      | 1,2%      |
| Автобуси та ін. | 4%        | 4%        |
| Усього автомобілів | 5.007 шт. | 4.753 шт. |

## Вживання каталанської мови
У 2001 р. каталанську мову у місті розуміли 95,5% усього населення (у 1996 р. - 96,9%), вміли говорити нею 75,3% (у 1996 р. - 
77,3%), вміли читати 72,5% (у 1996 р. - 73,2%), вміли писати 48,3
% (у 1996 р. - 46,1%). Не розуміли каталанської мови 4,5%.

## Політичні уподобання
У виборах до Парламенту Каталонії у 2006 р. взяло участь 2.728 осіб (у 2003 р. - 2.813 осіб). Голоси за політичні сили розподілилися таким чином:
| \| Вибори до Парламенту Каталонії \| Вибори до Парламенту Каталонії \| Вибори до Парламенту Каталонії \| \| Рік \| 2006 р. \| 2003 р. \| \| -------------------------------------- \| ------------------------------ \| ------------------------------ \| \| Конвергенція та Єднання (CiU) \| 33,9% \| 29,2% \| \| Соціалістична партія Каталонії (PSC) \| 28,2% \| 34,4% \| \| Народна партія (PP) \| 9,6% \| 10,9% \| \| Ініціатива за зелену Каталонію (IC) \| 9,6% \| 8,2% \| \| Республіканська лівиця Каталонії (ERC) \| 12,9% \| 15,6% \| \| Громадянська партія (C's) \| 2,5% \| 0% \| \| Інші \| 3,1% \| 1,6% \| |         |         |
| Вибори до Парламенту Каталонії |         |         |
| Рік | 2006 р. | 2003 р. |
| Конвергенція та Єднання (CiU) | 33,9%   | 29,2%   |
| Соціалістична партія Каталонії (PSC) | 28,2%   | 34,4%   |
| Народна партія (PP) | 9,6%    | 10,9%   |
| Ініціатива за зелену Каталонію (IC) | 9,6%    | 8,2%    |
| Республіканська лівиця Каталонії (ERC) | 12,9%   | 15,6%   |
| Громадянська партія (C's) | 2,5%    | 0%      |
| Інші | 3,1%    | 1,6%    |

У муніципальних виборах у 2007 р. взяло участь 3.049 осіб (у 2003 р. - 3.096 осіб). Голоси за політичні сили розподілилися таким чином:
| \| Муніципальні вибори \| Муніципальні вибори \| Муніципальні вибори \| \| Рік \| 2007 р. \| 2003 р. \| \| -------------------------------------- \| ------------------- \| ------------------- \| \| Конвергенція та Єднання (CiU) \| 37,1% \| 18% \| \| Соціалістична партія Каталонії (PSC) \| 30% \| 37,7% \| \| Народна партія (PP) \| 12% \| 6,2% \| \| Ініціатива за зелену Каталонію (IC) \| 7,4% \| 12,7% \| \| Республіканська лівиця Каталонії (ERC) \| 9,8% \| 6,6% \| \| Громадянська партія (C's) \| 0% \| 0% \| \| Інші \| 3,8% \| 18,9% \| |         |         |
| Муніципальні вибори |         |         |
| Рік | 2007 р. | 2003 р. |
| Конвергенція та Єднання (CiU) | 37,1%   | 18%     |
| Соціалістична партія Каталонії (PSC) | 30%     | 37,7%   |
| Народна партія (PP) | 12%     | 6,2%    |
| Ініціатива за зелену Каталонію (IC) | 7,4%    | 12,7%   |
| Республіканська лівиця Каталонії (ERC) | 9,8%    | 6,6%    |
| Громадянська партія (C's) | 0%      | 0%      |
| Інші | 3,8%    | 18,9%   |